# Cheilotrichia cinerea
Cheilotrichia cinerea är en tvåvingeart som först beskrevs av Gabriel Strobl 1898.  Cheilotrichia cinerea ingår i släktet Cheilotrichia och familjen småharkrankar. Inga underarter finns listade i Catalogue of Life.